# マザーズボーイ/危険な再会
『マザーズボーイ/危険な再会』（原題：Mother's Boys）は、1994年制作のアメリカ合衆国のサイコスリラー映画。

## あらすじ
3年前、自分の欲望を成し遂げたいがため、夫ロバートと3人の息子たちを置いて家を出たジュードがある日突然、戻ってきた。
夫に息子たちの学校の教頭を務めるキャリーという新しい恋人がいるのを知ったジュードは、息子たちを利用してキャリーを殺そうとする…。

## キャスト
※括弧内は日本語吹替（VHS版）
- ジュディス“ジュード”・マディガン - ジェイミー・リー・カーティス（戸田恵子）
- ロバート・マディガン - ピーター・ギャラガー（田中秀幸）
- キャリー・ハーランド - ジョアンヌ・ウォーリー＝キルマー（高島雅羅）
- ケス・マディガン - ルーク・エドワーズ（田中真弓）
- リディア - ヴァネッサ・レッドグレイヴ（藤夏子）
- マイケル・マディガン - コリン・ウォード（広田雅宣）
- ベン・マディガン - ジョーイ・ジマーマン（飯野翔太）
- マーク・カプラン - ポール・ギルフォイル（糸博）
- ランシング - ジョス・アクランド（筈見純）
- エヴェレット - J・E・フリーマン（田原アルノ）
- フォーゲル - ジョン・C・マッギンリー（田原アルノ）